# Muriel Kennett Wales
Pour les articles homonymes, voir Wales.
Muriel Kennett Wales (9 juin 1913 - 8 août 2009) est une mathématicienne irlandaise-canadienne et aurait été la première femme d'origine irlandaise à obtenir un doctorat en mathématiques pures,.

## Biographie
Elle est née Muriel Kennett le 9 juin 1913 à Belfast. En 1914, sa mère déménage à Vancouver, en Colombie-Britannique, et se remarie bientôt ; désormais Muriel est connue sous le nouveau nom de famille de sa mère, Wales.
Elle fait d'abord ses études à l'Université de la Colombie-Britannique (BA 1934, MA 1937 avec la thèse Determination of Bases for Certain Quartic Number Fields). En 1941, elle reçoit un doctorat de l'Université de Toronto pour la thèse Theory Of Algebraic Functions Based On The Use Of Cycles sous la direction de Samuel Beatty (lui-même la première personne à recevoir un doctorat en mathématiques au Canada, en 1915).
Elle passe la majeure partie des années 1940 à travailler dans le domaine de l'énergie atomique, à Toronto et à Montréal, mais en 1949, elle prend sa retraite à Vancouver et travaille dans la compagnie maritime de son beau-père(en) John J. O'Connor et Edmund F. Robertson, « Muriel Kennett Wales », sur MacTutor, université de St Andrews..